# Johann von Werth

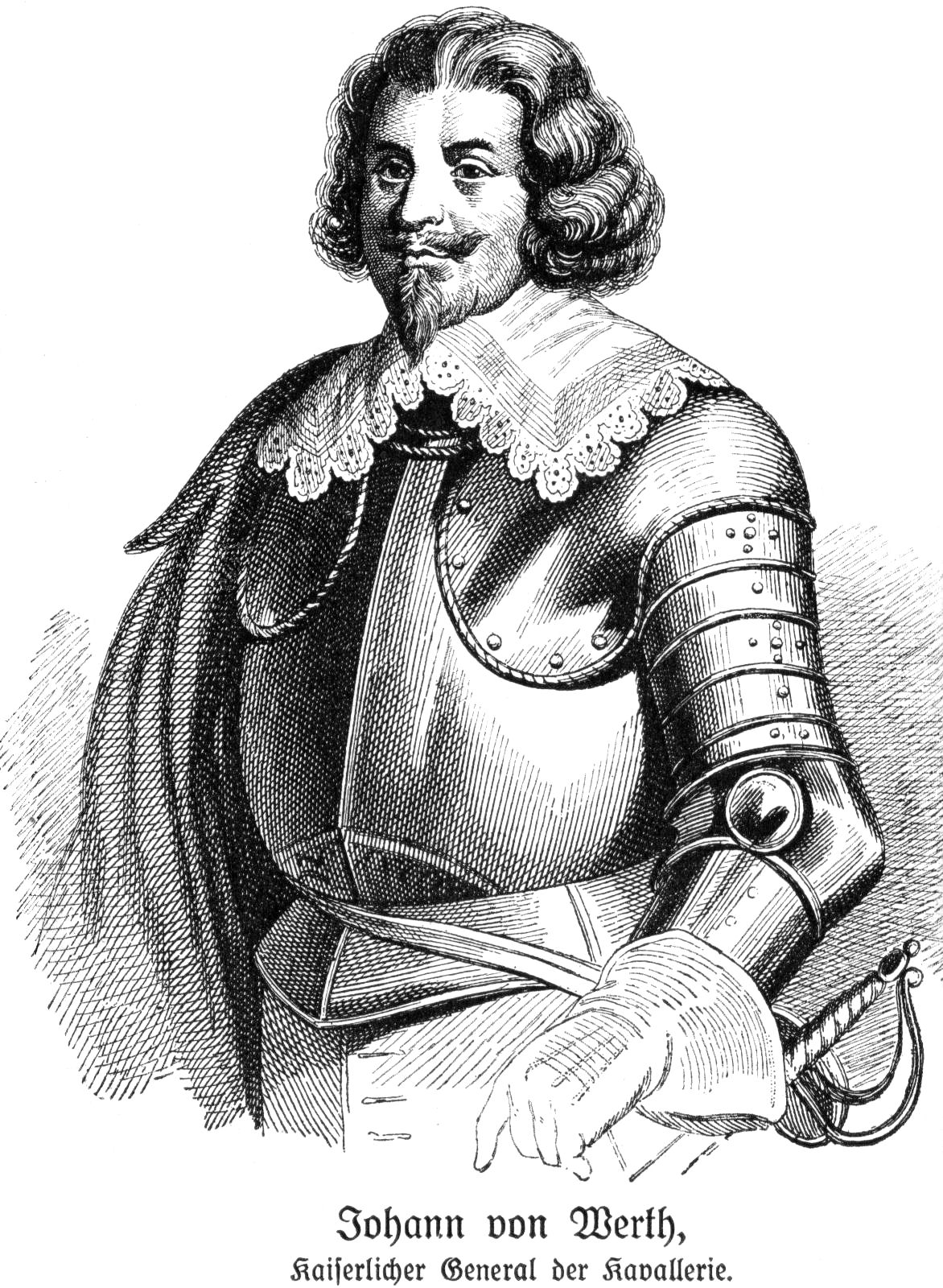
Johann von Werth

Johann von Werth, Johann von Werdt, Jean de Weert, född 1591, död 12 september 1652, greve, tysk militär.
Johann von Werth föddes i Büttgen i dåvarande hertigdömet Jülich. Hans föräldrar var bönder. I början av 1620-talet tjänade han som enkel ryttare i den spanske generalen Ambrogio Spinolas här samt stred i Nederländerna och Elsass. Omkring 1630 gick han i bayersk tjänst och blev 1633 överste där. Werth inlade stora förtjänster i det s.k. "lilla kriget" och hade god andel i segern i slaget vid Nördlingen 1634 genom sitt angrepp på svenskarnas vänstra flygel, varför han utnämndes till riksfriherre och fältmarskalklöjtnant.
I januari 1635 erövrade Werth Speier, företog därefter med Karl av Lothringen ett strövtåg till Elsass och Spanska Nederländerna och inföll 1636 i Picardie med planen att gå mot Paris, men nödgades dra sig tillbaka. Han tvingade 1637 Ehrenbreitstein att ge sig. Fången i slaget vid Rheinfelden 1638 och internerad i Frankrike, utväxlades Werth jämte två kejserliga generaler 1642 mot Gustaf Horn och utnämndes s.å. till general av kavalleriet.
Överfallet på fransmännen i slaget vid Tuttlingen 1643 var hans verk. Därefter deltog han 1645 i slaget vid Jankov, slaget vid Herbsthausen och slaget vid Allerheim. Efter Bayerns vapenstillestånd med svenskarna och fransmännen sökte han dra sina trupper över i kejsarens tjänst, men de följde honom inte. Kurfursten förklarade honom fredlös och satte ett pris på hans huvud. Kejsaren gav honom anställning som general i kavalleriet, upphöjde honom i riksgrevligt stånd och begåvade honom med herrskapet Benatek i Böhmen, där tidigare Tycho Brahe bott. År 1648 kämpade han i det av svenskarna översvämmade Bayern.